# Kanton Montendre
Montendre is een voormalig kanton van het Franse departement Charente-Maritime. Het kanton maakte deel uit van het arrondissement Jonzac. Het werd opgeheven bij decreet van 27 februari 2014, met uitwerking op 22 maart 2015. Alle gemeenten werden opgenomen in het nieuwe kanton Les Trois Monts.

## Gemeenten
Het kanton Montendre omvatte de volgende gemeenten:
- Bran
- Chamouillac
- Chartuzac
- Corignac
- Coux
- Expiremont
- Jussas
- Messac
- Montendre (hoofdplaats)
- Pommiers-Moulons
- Rouffignac
- Souméras
- Sousmoulins
- Tugéras-Saint-Maurice
- Vanzac